# Nostalgia istantanea
Nostalgia Istantanea è il quarto album in studio del rapper e cantautore italiano Dargen D'Amico, pubblicato il 1º giugno 2012 su iTunes, e il 15 giugno su vinile in edizione limitata. Il disco è composto da due sole tracce, della durata di 18 e 20 minuti rispettivamente.
In un'intervista del 2017, l'autore ha stilato una classifica dei suoi stessi dischi, collocandolo al settimo posto.

## Ideazione e composizione
Entrambi i brani sono stati scritti dallo stesso Dargen D'Amico seguendo lo stile del flusso di coscienza, e sono stati ideati nei momenti che precedono e seguono immediatamente il sonno. Si può notare infatti che entrambe le tracce siano più che altro una descrizione di uno scorrere di immagini, collegate tra di loro spesso tramite fili e richiami sottilissimi, esattamente come quanto ci accade inconsciamente nei momenti in cui la mente è più libera di vagare.
L'autore ha descritto questo stile come "image telling",, contrapposto allo stile dello "storytelling" largamente utilizzato in ambito rap.
Come spiegato alla fine del primo brano, l'intero progetto trae ispirazione dalla Bibbia e dall'enciclopedia, andando verso un genere che lui stesso definisce «enciclopedio».
Per quanto riguarda la musica, la prima traccia è frutto di una collaborazione con il cantante e pianista campano Emiliano Pepe, che ha creato dei brevi loop strumentali utilizzati poi da Dargen D'Amico per creare il tappeto sonoro del brano. La musica della seconda traccia è invece unicamente opera dello stesso D'Amico.
Entrambi i brani girano alla velocità di 100 bpm e fanno largo utilizzo di sintetizzatori e batterie elettroniche.

## Promozione
L'uscita del disco era stata annunciata per la fine del 2011, ma è stata rinviata all'inizio dell'estate 2012, come annunciato in un video pubblicato su YouTube.
Pochi giorni prima della release ufficiale su iTunes, la prima traccia è stata messa in streaming per l'ascolto gratuito sul sito Rockit.it..
Dopo un breve periodo il disco è stato messo in vendita sullo store dell'artista anche in edizione limitata in formato vinile 33 giri.
Il 10 agosto 2012 esce il video del lato A del disco, l'omonima traccia Nostalgia Istantanea, visibile sul canale YouTube dell'artista. Durante il video, di ben 18 minuti (come la durata totale del pezzo), viene mostrata la realizzazione di un ritratto di Lucio Dalla, uno degli artisti più amati da Dargen e scomparso pochi mesi prima.
Il 17 ottobre 2012 esce una versione inedita del brano Nostalgia Istantanea, intitolato "Nostalgia Istantanea Under 21 Mash Up, ossia il brano con una serie di beat diversi dall'originale, in esclusiva per XL Repubblica e scaricabile gratuitamente dal sito.

## Tracce
Testi di Jacopo Matteo Luca D'Amico.
Lato A
1. Nostalgia Istantanea – 18:10 (musica: Jacopo Matteo Luca D'Amico, Emiliano Pepe)

Lato B
1. Variazioni sul tema nostalgia istantanea – 20:40 (musica: Jacopo Matteo Luca D'Amico)

## Formazione
Musicisti
- Dargen D'Amico – voce

Produzione
- Ada Michelle ed Emiliano Pepe – produzione (traccia 1)
- Ada Michelle – produzione (traccia 2)
- Ada Michelle @ Monoculo, Bovisa - Milano – registrazione e missaggio
- Sam John @ Precise Mastering, London - UK – mastering
- Peio Peev – illustrazioni e grafica
- Giada Mesi – produzione esecutiva
- Francesco Gaudesi per Spaceship Srl – management